# 색지움 렌즈

단일렌즈의 색수차를 나타낸 그림. 유리의 굴절률이 빛의 파장에 관계하기 때문에 파장별로 초점거리가 달라진다.

빨간색과 파란색을 같은 초점이 되도록 맞춘 색지움 이중렌즈

색지움 이중렌즈는 두 개의 색의 초점을 일치하게 만든다. 이 그림에서는 빨간색과 파랑색이 그 역할을 한다.

색지움 렌즈 또는 아크로매틱 렌즈(achromatic lens)은 색수차 및 구면수차의 영향을 줄이도록 설계된 렌즈이다. 색지움 렌즈는 두 개의 파장(일반적으로 빨간색과 파란색)이 동일한 평면에 초점이 맞춰지도록 교정된다. 그러면 이 둘 사이의 파장은 하나의 렌즈로 얻을 수 있는 것보다 초점의 오차가 더 개선된다.
가장 일반적인 유형의 색지움 렌즈는 색지움 이중 렌즈로, 분산 (광학) 정도가 서로 다른 유리로 만든 두 개의 개별 렌즈로 구성된다. 일반적으로 한 렌즈는 상대적으로 분산이 높은 F2와 같은 플린트 유리로 만든 네거티브(오목) 렌즈이고, 다른 렌즈는 분산이 낮은 BK7과 같은 크라운 유리로 만든 포지티브(볼록) 렌즈이다. 이중 렌즈를 구성하는 렌즈는 서로 옆에 장착되고 종종 함께 접합되며 한 렌즈의 색수차가 다른 렌즈의 색수차와 균형을 이루도록 형성된다.
가장 일반적인 유형에서 크라운 렌즈 요소의 포지티브 파워는 플린트 렌즈 요소의 네거티브 파워와 완전히 동일하지 않다. 이것들은 함께 두 가지 서로 다른 파장의 빛을 공통 초점으로 가져오는 약한 포지티브 렌즈를 형성한다. 음의 전력 요소가 우세한 음의 이중선도 만들어진다.

## 역사
색수차 교정의 실현가능성에 대한 이론적인 논의는 교정은 불가능하다는 뉴턴에 입장이 나온 이후인 18세기의 논쟁거리였다. 체스터 무어 홀(Chester Moore Hall)이라는 영국의 법정 변호사(Barrister)이자 아마추어 광학자가 처음으로 색지움 렌즈를 만들었든 영광을 가져갔다.
홀은 자신의 색지움 렌즈 발명을 비밀로하고 싶었고, 에드워드 스칼렛(Edward Scarlett)과 제임스 만(James Mann)이라는 렌즈 제작자에게 크라운 렌즈와 플린트 렌즈의 제작을 의뢰했다.
그리고 이들은 조지 배스(George Bass)라고 하는 사람한테 하청을 주었다. 배스는 이 두 부품이 같은 의뢰인한테서 온 것을 알았고, 두 부품을 맞춰보니 색을 지우는 특성이 있다는 것을 알았다. 홀은 색지움 렌즈를 사용해 첫번째 색지움 망원경을 만들었지만, 홀의 발명은 그 당시에 널리 알려지진 않았다.
1750년대 후반, 배스는 그 가치를 알아줄 수 있고 그 설계를 만들 수 있을법한 존 돌론드(John Dollon)에게 홀의 렌즈를 알려줬다. 돌론드는 1758년에 이 기술에 대한 특허를 따냈는데, 이는 이중 색지움렌즈의 제작과 판매에 대한 권리에 대해 다른 렌즈 제작자들과의 싸움의 불씨가 되었다.
돌론드의 아들인 피터가 1763년에 색지움렌즈를 더 개량하여 아포크로마틱 렌즈를 발명하였다.

## 설계
일차 색지움의 설계는  사용할 두 유리와 그것으로 얻어지는 이중렌즈의 굴절력 {\displaystyle {\frac {1}{f_{dblt}}}}를 고르는 것이 중요하다. 보통 {\displaystyle n_{d}}("{\displaystyle d}" 스펙트럼 파장의 프라운호퍼 회절에서의 굴절률)로 쓰는 평균 굴절률과 아베수 {\displaystyle V}(두 유리 간의 분산)가 선택한 유리로 결정된다. 시스템에서의 선형 분산을 0으로 만들려면 시스템은 다음 식을 따라야 한다.
{\displaystyle {\begin{aligned}{\frac {1}{f_{1}}}+{\frac {1}{f_{2}}}&={\frac {1}{\ f_{\mathsf {dblt}}\ }}\ ,\\{\frac {1}{f_{1}\ V_{1}}}+{\frac {1}{f_{2}\ V_{2}}}&=0\ ;\end{aligned}}}
여기서 초점 거리가 {\displaystyle f}인 렌즈의 굴절력은 {\displaystyle {\frac {1}{f}}}이다. 위의 두 방정식을 각각 {\displaystyle f_{1}}와 {\displaystyle f_{2}}에 대해서 풀면
{\displaystyle {\frac {f_{1}}{\ f_{\mathsf {dblt}}\ }}={\frac {+V_{1}-V_{2}\;}{V_{1}}}\ ,} {\displaystyle \ {\frac {f_{2}}{\ f_{\mathsf {dblt}}\ }}={\frac {-V_{1}+V_{2}\;}{V_{2}}}~.}
{\displaystyle f_{1}=-f_{2}{\frac {V_{2}}{V_{1}}}}이면 아베수는 양수 값이므로, 이중렌즈에서 첫 번째 부품의 굴절력이 양수를 가질 때 두 번째 부품의 굴절력은 음수를 갖는다. 역도 성립한다.

### 다른 수차의 제거
색수차를 제외한 다른 광학수차도 모든 렌즈에서 나타난다. 예를 들어 코마 수차의 경우, 구면수차나 생수차를 교정을 해도 나타난다. 색수차 교정은 오로지 각 렌즈의 초점길이 {\displaystyle f_{1}}와 {\displaystyle f_{2}}에 의존하기 때문에, 다른 수차를 교정하기 위해선 두 렌즈의 앞면과 뒤면의 곡률이 자유로워야 한다. 따라서 색지움 설계에서 요구하는 같은 초점거리({\displaystyle f_{1}}, {\displaystyle f_{2}})와 함께 렌즈가 면마다 다른 곡률을 갖는 갖는 연속적인 조합의 설계들을 시도할 수 있다. 이런 렌즈들을 만들 때 만져볼 수 있는 수치(parameter)는 각각의 렌즈의 두께, 두 렌즈 사이의 거리, 그 외 두 초점거리를 맞추기 위한 모든 것들이다.

## 종류
색지움 렌즈에는 몇몇 개의 종류가 있다. 렌즈의 각각의 요소들의 모양이 사용되는 렌즈의 광학적인 특성(대표적으로 분산나 아베수가 있다.)에 의해 다르다.
아래의 설명에서 {\displaystyle R}은 렌즈의 굴절면의 곡률이다. 관습적 표기에 따라 {\displaystyle R_{1}}은 물체에서 오는 빛이 렌즈에 닿는 첫번째 면의 곡률이고, {\displaystyle R_{2}}는 그 빛이 닿는 다음 면의 곡률이다. 따라서 물체에서 오는 빛이 {\displaystyle n}번째에 닿는 면의 곡률은 {\displaystyle R_{n}}이다. 즉, 같은 곡면을 하나 공유하여 접합된 이중 렌즈도 렌즈 2개처럼 4개의 곡률이 있다.
곡률의 표현은 반지름이고, 부호규약에 따라 양의 값을 가지면 물체쪽으로 반지름 {\displaystyle R}만큼 볼록하게(보는 쪽에서는 오목하게), 음의 값을 가지면 물체쪽으로 반지름 {\displaystyle R}만큼 오목하게(보는 쪽에서는 볼록하게) 곡률을 가진다.

### Littrow 이중렌즈
양면의 곡률이 같은 볼록 크라운 렌즈({\displaystyle R_{1}>0}, {\displaystyle R_{1}=-R_{2}})와 평면오목 플린트 유리 렌즈({\displaystyle R_{2}=R_{3}})가 접합된 형태이다. 플린트 유리의 뒤쪽은 평평하다.({\displaystyle R_{4}=\infty }) Littrow 이중렌즈는 접합면에서 고스트 현상이 있을 수 있다.

### 프라운호퍼 이중렌즈
첫번째 렌즈는 포지티브 굴절력(수렴)을 가지고, 두번째는 네거티브 굴절력(발산)을 가진다. 첫번째 면의 곡률({\displaystyle R_{1}>0})은 두번째 면의 곡률({\displaystyle -R_{2}})보다 크고 세번째 면의 곡률 {\displaystyle R_{3}}은 두번째 면의 곡률에 가깝지만 같지는 않다. 네번째 면의 곡률({\displaystyle R_{4}})은 보통 세번째 면의 곡률보다 크다.({\displaystyle -R_{3}<R_{4}}) 프라운호퍼 이중렌즈에서 두 렌즈는 가깝게 붙어잇지만, 완전하게 접합되어 있는 것이 아니다. 이 디자인은 Littrow보다 자유도가 더 많기 때문에(렌즈 곡률, 렌즈 사이의 공간의 길이) 수차를 교정할 때 품을 더 많이 들여야 한다.

### 클라크(Clark) 이중렌즈
초기 클라크 이중렌즈는 프라운호퍼 디자인을 따라갔다. 1860년대 후반이 되면서 디자인을 Littrow식으로 바꾸어, 곡률이 {\displaystyle R_{1}=-R_{2}}에 가까운 크라운 렌즈와 {\displaystyle R_{3}\approx -R_{2}}이고 {\displaystyle R_{4}\gg R_{3}}인 플린트 렌즈를 사용했다. 클라크 렌즈는 1880년도 쯤해서 {\displaystyle R_{3}}를 {\displaystyle R_{2}}보다 조금 작게 설계해서(더 오목하게 설계해서) {\displaystyle R_{2}}와 {\displaystyle R_{3}}의 초점이 맞지 않게 설계했다. 이렇게 렌즈 사이의 공간을 확보함으로서 고스트 현상을 피했다.

### 기름 공간 이중렌즈
크라운 렌즈와 플린트 렌즈 사이에 기름을 채워넣어서 고스트 현상을 없애는 렌즈이다. 고스트 현상을 줄였으므로 투과율이 약간 개선이 되고, 마주치는 렌즈 면의 곡률차로 인해서 발생한 오차도 줄였다.

### 슈타인하일 이중렌즈
슈타인하일 이중렌즈는 칼 아우구스트 폰 슈타인하일(독일어: Carl August von Steinheil)이 고안한 플린트 렌즈가 앞에 있는 이중렌즈다. 프라운호퍼 이중렌즈와는 달리 네거티브 렌즈가 앞에 있고, 포지티브 렌즈가 뒤에 있다. 프라운호퍼 이중렌즈보다 더 높은 곡률을 요구한다.

### Dialyte 렌즈
Dialyte 렌즈는 두 부품 사이의 넓은 공간을 가지고 있는 렌즈이다. 원래 19세기에 가공하기도 어렵고 가격도 비싼 플린트 유리를 아끼기 위해 아주 작은 플린트 유리 부품으로 사용하는 방식으로 고안되었다. 이 렌즈도 마찬가지로 두 렌즈의 마주치는 면의 곡률이 다르기 때문에 접합시킬 수는 없다.

## 더 높은 차원의 색교정렌즈

가시광선에서 근적외선까지의 파장별 초점 오차를 나타낸 그래프이다. 렌즈가 많아질수록 극점이 증가한다.

위에서 사용된 색지움 렌즈는 2개의 렌즈를 사용한 이중렌즈이다. 하지만, 더 귀한 재료를 쓰거나, 렌즈를 정교하게 깎고 위치시킬 수 있으면 더 많은 렌즈들을 조합해서 색수차를 줄일 수 있다.
이론적으로는 계속해서 보정할 수 있다. 대표적으로 카메라에 사용되는 복합 렌즈는 보통  6개 이상의 단순렌즈를 사용한다.(더블 가우스 렌즈 참고) 이러한 렌즈 중에 몇몇은 다른 종류의 유리를 사용하거나 곡률에 변형을 주는 식으로 더 다양한 색을 초점에 맞출 수 있다. 이러한 렌즈가 잘 개발 안되는 이유는 제작사의 비용이나 투자비용 대비 나오는 이익 등의 이유 때문이다.

### 아포크로매틱 렌즈
아포크로매틱 렌즈는 3개의 파장의 초점을 교정하는 렌즈이다.

### 슈퍼아크로매틱 렌즈
슈퍼아크로매틱 렌즈는 막시밀리안 야코브 헤르츠베르거(독일어: Maximilian Jacob Herzberger)가 처음으로 개발한 것으로 알려져있다. 총 4개의 파장의 초점을 교정한다. 가시광선과 0.7마이크로미터에서 1마이크로미터의 파장 영역의 색수차를 거의 완벽하게 잡았기 때문에 초점을 따로 잡을 필요 없이 찍을 수 있다는 점에서 다중 스펙트럼 사진과 필름에서 매우 유용하다. 사용되는 유리의 종류가 제한되어 있는데다가 부분 분산 특성 때문에, fluorite 유리를 쓰고 오차가 적어야 돼서 비싸다.